# Lisa's First Word
Lisa's First Word, titulado La primera palabra de Lisa en España y La primera palabra de Maggie en Latinoamérica, es el episodio n.º 10 de la cuarta temporada de la serie de televisión animada Los Simpson, estrenado originalmente el 3 de diciembre de 1992. Fue escrito por Jeff Martin y dirigido por Mark Kirkland. El episodio es notable porque en él es la primera vez que habla Maggie, cuya voz fue grabada por Elizabeth Taylor. Es el segundo de los tres episodios que tratan sobre el nacimiento de los niños Simpson, luego de "I Married Marge", de la tercera temporada (sobre Bart), y antes de "And Maggie Makes Three" (sobre Maggie) de la sexta temporada.

## Sinopsis
El episodio comienza con la familia tratando de que Maggie hable, pero la bebé sólo responde con un eructo, lo cual desanima a Marge. Después Bart pregunta cuál fue su primera palabra, pero Marge cambia el tema (la primera palabra de Bart fue ¡Ay, caramba!, luego de ver a Homer y Marge hacer el amor). Luego Lisa pregunta cuál fue su primera palabra. Entonces Marge comienza a relatar la historia, que empieza en 1983, cuando la familia (compuesta en ese entonces por Homer, Marge y Bart) vivía en un apartamento en los suburbios de Springfield. En esos días, Marge le dice a Homer que espera otro hijo (Lisa), por lo que le propone un cambio de casa, a lo que Homer se niega, aunque finalmente compran una nueva. Después de recorrer una serie de viviendas, van a ver la que es su actual hogar, pero Homer la ve imposible de adquirir debido a su precio, por lo que le pide al Abuelo que venda su casa (la cual ganó en un programa de concursos, gracias a un arreglo con el director), prometiéndole que lo llevaría a vivir con la familia (aunque luego lo lleva a un asilo después de tres semanas de convivencia). 
Cuando finalmente se mudan, conocen a Flanders y a su hijo Tod. En ese momento, Ned les dice que les prestaría todo lo que necesiten y Homer le pide la mesa que llevaba en ese instante, diciéndole que la tendrá por un tiempo (8 años y contando). Durante el tiempo en que Marge esperaba el nacimiento del bebé, Bart sólo fastidiaba y hacía travesuras (las cuales, entre otras cosas, agradaban a las hermanas de Marge, Paty y Selma), pero Homer no se preocupaba ya que sólo veía la TV. Cuando se acercaba el nacimiento de Lisa, se estaban desarrollando los Juegos Olímpicos de 1984, en los que Krusty había organizado un concurso por el que recibían un boleto en el que se indicaba un evento de los Juegos y, si los Estados Unidos conseguían una medalla de oro, ganaban una hamburguesa gratis (aunque las tarjetas venían con eventos que los países comunistas siempre ganaban). Pero hubo un boicot y los soviéticos no participaron (organizando otro torneo), por lo que Krusty perdía 40 millones de dólares. Cuando el momento del nacimiento llega, dejan a Bart con los Flanders. Días más tarde, Bart conoce a Lisa y lo primero que le dice es 'Te odio'. Desde el momento en que nace Lisa, nadie toma en cuenta a Bart, por lo que él hace numerosos intentos para deshacerse de ella o llamar la atención, hasta que fracasa. Cuando planea escaparse, Lisa lo interrumpe diciendo Bart repetidas veces, por lo que Bart va donde sus padres a darles la noticia. Lisa dice Mami y Deivi Hasselhof ("David Hasselhoff"), pero cuando Homer le hace decir Papi, la bebé le dice Homer (tal y como pasó con Bart). Cuando termina la historia, Bart y Lisa comienzan a pelear, por lo Homer va a dejar a Maggie a su cuna, pero al dejarla e irse, Maggie dice Papi (su primera palabra).